# S/S Österdalarne
S/S Österdalarne, senare Prins Carl och Lars Simson, var ett svenskt passagerarångfartyg, byggt 1875 och skrotat 1939.
S/S Österdalarne sjösattes 1874 eller 1875 i Gävle för att bli flaggskepp för Österdalarnes Ångbåts AB i Mora och sattes 1876 i trafik på Siljan. Det såldes 1893 till  Stockholms Transport och Bogserings AB i Stockholm och omdöptes till Prins Carl. År 1897 förlängdes fartyget 3,5  meter på Ekensbergs varv i Stockholm och försågs med ny ångmaskin och ny ångpanna. Det sattes i trafik på Mälaren på rutten Arboga-Stockholm.
Den 16 maj 1900 blev Prins Carl skådeplatsen för ett rånmassmord med fem döda och åtta skadade, vilket ledde till Sveriges näst sista avrättning, av mördaren Filip Nordlund.
Efter det att Stockholms Transport och Bogserings AB gått i konkurs 1924, såldes fartyget till Ångfartygs AB Drottningholm-Fittja, senare omdöpt till Trafik AB Mälaren-Hjälmaren, och såldes 1935 vidare till Rederi AB Mälartrafik och året därpå till Simsonrederiet. Det döptes 1936 om till Lars Simson efter en son till redaren Simon M. Carlsson. Hon skrotades 1939, efter det att Simon Carlsson avlidit och rederiets flotta avvecklades.